# 高山市立高根小学校
高山市立高根小学校 （たかやましりつ たかねしょうがっこう）は、かつて岐阜県高山市に存在した公立小学校。

## 概要
- 当校は、2005年に高山市に合併した大野郡旧高根村の村立小学校であった。昭和40年代前半（1960年後半）、高根第一ダム、高根第二ダムの工事関係者の家族の移住の影響もあり、児童数は1969年（昭和44年）には150人に達したが、高根小学校の校区がダム湖で水没、及び過疎化のため児童数は減少した。廃校時の児童数は19人であった。
- 建物は高山市の酒造会社「舩坂酒造店」が高山市と不動産賃貸借契約を結び、岐阜県初のウイスキー専門の蒸留所「飛騨高山蒸溜所」として、2022年4月から改修工事開始[1]。2023年3月25日に完成した。同年4月から本格稼働し、2026年にシングルモルトウイスキーの発売を予定している[2]。

## 沿革
- 1874年（明治7年） - 上ヶ洞村に上ヶ洞学校が開校。
- 1875年（明治8年） - 猪之鼻村、中之宿村、中洞村、池ヶ洞村、下之向村、日影村、上ヶ洞村、阿多野郷村、日和田村、小日和田村、野麦村、大古井村が合併し、高根村が発足。
- 1884年（明治18年） - 上ヶ洞学校が大字日影に新築移転。同時に日影学校に改称する。
- 1902年（明治35年） - 高根西尋常小学校に改称する。中之宿学校を統合する。
- 1907年（明治40年） - 野麦学校、野麦学校阿多野郷支校、日和田学校を統合し、高根尋常小学校に改称する。
- 1927年（昭和2年）1月 - 大字池ヶ洞に臨時の分教場を設置（3月まで）。
- 1928年（昭和3年）12月 - 池ヶ洞の臨時の分教場が、正式に池ヶ洞冬季分教場となる。
- 1941年（昭和16年）4月1日 - 高根国民学校に改称する。
- 1945年（昭和20年） - 大字池ヶ洞字黍生に黍生冬季分教場を設置する。
- 1947年（昭和22年）4月1日 - 高根村立高根小学校に改称する。
- 1956年（昭和31年）4月 - 高根小学校第四分校が日和田小学校として独立する。
- 1964年（昭和39年）3月 - 中之宿分校を廃止。
- 1968年（昭和43年） - 高根第二ダム建設により校舎が水没するため、現在地に新校舎（鉄筋コンクリート造）が建築され、移転。
- 1971年（昭和46年）3月 - 阿多野郷分校を廃止。
- 1973年（昭和48年） - 池ヶ洞冬季分校、黍生冬季分校を廃止。
- 1981年（昭和56年）3月 - 野麦分校を廃止。
- 2005年（平成17年）2月1日 - 高根村が高山市に編入される。同時に高山市立高根小学校に改称する。
- 2007年（平成19年） - 高山市立朝日小学校に統合され、廃校。